# Borba (Amazonas)
Borba is een gemeente in de Braziliaanse deelstaat Amazonas. De gemeente telt 33.056 inwoners (schatting 2022).

## Geografie

### Aangrenzende gemeenten
De gemeente grenst aan Apuí, Autazes, Beruri, Careiro, Manicoré, Maués, Novo Aripuanã en Nova Olinda.

### Beschermde gebieden
Inheemse gebieden
- Terra Indígena Arary
- Terra Indígena Coata-Laranjal
- Terra Indígena Cunhã-Sapucaia

Nationaal park
- Parque Nacional do Acari

### Hydrografie
De plaats Borba ligt aan de rivier de Madeira. Andere rivieren in de gemeente zijn de Acari, Autaz-Mirim, Canumã, Igapó-Açú en het meer Lago do Laranjal.

## Religie
De plaats is zetel van het rooms-katholieke bisdom Borba.

## Verkeer en vervoer

### Waterwegen
De plaats is via de veerdienst Linha Rio Madeira over de rivier de Madeira verbonden met de steden Manaus in het noorden en met Porto Velho in het zuiden.

### Luchtwegen
Naast de plaats ligt de luchthaven Aeroporto de Borba.

## Geboren
- Sara Benoliel (1898-1970), Braziliaans-Portugese arts en feministe